# Adolf Furtwängler
Adolf Furtwängler, född 30 juni 1853 i Freiburg im Breisgau, död 11 oktober 1907 i Aten, var en tysk konsthistoriker och arkeolog, far till Wilhelm Furtwängler.
Furtwängler var elev till Heinrich von Brunn och var, efter att 1878–1879 som stipendiat ha deltagit i utgrävningarna i Olympia, från 1880 verksam vid Berlins museer. År 1884 blev han extra ordinarie professor vid Berlins universitet, och 1894 professor vid universitetet samt chef för antiksamlingarna i München, där han samlade en mängd lärjungar. Också under sina sista år var han sysselsatt med utgrävningar i Grekland. 
Särskilt på den grekiska keramikens och vasmåleriets område nedlade Furtwängler ett utomordentligt, grundläggande arbete, varom Mykenische Thongefaesse (1879) och Mykenische Vasen (1886, båda med Georg Loeschcke) vittnar, vidare den beskrivande förteckningen över vaserna i Berlins museer (1895) samt Griechische Vasenmalerei (1899, med Karl Reichhold).
Betydelsefullt för skulpturens historia blev hans verk Meisterwerke der griechischen Plastik (1893). Vidare märks det stora verket Die antiken Gemmen (3 band, 1900) samt från de sista årens utgrävningar Aegina (1906). Furtwängler förfäktade, liksom Carl Schuchhardt och andra tyskar, att den mykenska kulturen hade skapats av "ariska" erövrare från norr.